# Пё-э-Куффулё
Пё-э-Куффулё (фр. Peux-et-Couffouleux, окс. Pèus e Cofolèus) — коммуна во Франции, находится в регионе Окситания. Департамент — Аверон. Входит в состав кантона Камарес. Округ коммуны — Мийо.
Код INSEE коммуны — 12179.
Коммуна расположена приблизительно в 570 км к югу от Парижа, в 120 км восточнее Тулузы, в 70 км к югу от Родеза.

## Население
Население коммуны на 2008 год составляло 108 человек.
| 1962 | 1968 | 1975 | 1982 | 1990 | 1999 | 2008 |
| ---- | ---- | ---- | ---- | ---- | ---- | ---- |
| 200  | 235  | 190  | 162  | 138  | 109  | 108  |

## Экономика
В 2007 году среди 53 человек в трудоспособном возрасте (15—64 лет) 39 были экономически активными, 14 — неактивными (показатель активности — 73,6 %, в 1999 году было 65,6 %). Из 39 активных работали 39 человек (26 мужчин и 13 женщин), безработных не было. Среди 14 неактивных 2 человека были учениками или студентами, 8 — пенсионерами, 4 были неактивными по другим причинам.

## Фотогалерея
- Церковь
- Придорожный крест
- Карта коммуны